# Ларрабі (Вісконсин)
Ларрабі (англ. Larrabee) — місто (англ. town) в США, в окрузі Вопака штату Вісконсин. Населення — 1286 осіб (2020).

## Демографія
Згідно з переписом 2010 року, у місті мешкала 1381 особа в 526 домогосподарствах у складі 417 родин. Було 586 помешкань
Расовий склад населення:
| - 95,9 % — білих - 0,4 % — корінних американців - 0,4 % — азіатів - 1,4 % — осіб інших рас |

До двох чи більше рас належало 1,8 %. Частка іспаномовних становила 3,3 % від усіх жителів.
За віковим діапазоном населення розподілялося таким чином: 22,5 % — особи молодші 18 років, 60,6 % — особи у віці 18—64 років, 16,9 % — особи у віці 65 років та старші. Медіана віку мешканця становила 44,6 року. На 100 осіб жіночої статі у місті припадало 108,0 чоловіків;  на 100 жінок у віці від 18 років та старших — 107,4 чоловіків також старших 18 років.
Середній дохід на одне домашнє господарство  становив 68 925 доларів США (медіана — 62 768), а середній дохід на одну сім'ю — 78 474 долари (медіана — 69 643). Медіана доходів становила 38 250 доларів для чоловіків та 37 500 доларів для жінок. За межею бідності перебувало 6,4 % осіб, у тому числі 6,9 % дітей у віці до 18 років та 6,4 % осіб у віці 65 років та старших.
Цивільне працевлаштоване населення становило 742 особи. Основні галузі зайнятості: виробництво — 23,2 %, освіта, охорона здоров'я та соціальна допомога — 18,9 %, сільське господарство, лісництво, риболовля — 11,3 %, роздрібна торгівля — 8,1 %.